# Nyúl, Győr-Moson-Sopron
Nyúl  este un sat în districtul Győr, județul Győr-Moson-Sopron, Ungaria, având o populație de 4.115 locuitori (2011). 

## Demografie
Componența etnică a satului Nyúl
     Maghiari (96,38%)
     Germani (1,97%)
     Necunoscut (0,73%)
     Alții (0,92%)
Componența confesională a satului Nyúl
     Romano-catolici (60,95%)
     Fără religie (6,83%)
     Reformați (2,84%)
     Luterani (2,41%)
     Necunoscută (26,12%)
     Alte religii (1,8%)
Conform recensământului din 2011, satul Nyúl avea 4.115 locuitori. Din punct de vedere etnic, majoritatea locuitorilor (96,38%) erau maghiari, cu o minoritate de germani (1,97%). Apartenența etnică nu este cunoscută în cazul a 0,73% din locuitori.  Din punct de vedere confesional, majoritatea locuitorilor (60,95%) erau romano-catolici, existând și minorități de persoane fără religie (6,83%), reformați (2,84%) și luterani (2,41%). Pentru 26,12% din locuitori nu este cunoscută apartenența confesională.